# Château de Pont-Saint-Mard
Le château de Pont-Saint-Mard est un édifice situé à Pont-Saint-Mard, en France.

## Localisation
Le château est situé sur le territoire de la commune de Pont-Saint-Mard, dans le département de l'Aisne, en région Hauts-de-France.

## Description
L'ancien château a été détruit au cours de la Première Guerre mondiale ; il a été reconstruit dans un style régionaliste néo-normand sur l'emplacement exact de l'ancien château. Le parc et le jardin du château ont été recomposés par le paysagiste Louis-Sulpice Varé dans les années 1850. Le parc, circonscrit dans les limites de la propriété du XVIIIe siècle, a gardé une structure et une composition intéressante avec des aménagements significatifs (serre, potager, système hydraulique) ; il s'est enrichi à partir des années 1930 d'éléments de statuaire, d'essences végétales tandis que ses allées de circulation étaient simplifiées.

## Historique
Le monument est inscrit au titre des monuments historiques en 2002 et 2019.

## Protection
Éléments protégés : le parc, le jardin et les murs de clôture inscrits par arrêté du 14 octobre 2002 ; les façades et toitures de la maison de maître et la serre ancienne inscrits par arrêté du 13 mai 2019.